# Chiridiella megadactyla
Chiridiella megadactyla är en kräftdjursart som beskrevs av Edward Bradford 1971. Chiridiella megadactyla ingår i släktet Chiridiella och familjen Aetideidae. Inga underarter finns listade i Catalogue of Life.